# No Body, No Crime
Singles de Taylor Swift
willow
(2020) coney island
(2021)
no body, no crime (stylisé en minuscules) est une chanson écrite et enregistrée par l'auteure-compositrice-interprète américaine Taylor Swift pour son neuvième album studio evermore (2020). Avec les voix du groupe américain Haim, il est publié par Republic Records et MCA Nashville le 11 janvier 2021, en tant que single de l'album.
Produit par Swift et Aaron Dessner, no body, no crime a une production country, combinant une composition purement western avec les genres country rock et pop rock pour lesquels Swift est connue. Une ballade meurtrière, elle a des paroles d'inspiration noire sur un personnage fictif Este, qui est tué par son mari après avoir découvert son infidélité. Incapable de prouver la culpabilité du mari, la narratrice de la chanson, une amie chère d'Este, venge la mort de son amie en assassinant le mari, efface les preuves clés et met en cause indirectement la maîtresse, qui elle-même soupçonne la narratrice. Le personnage central porte le nom d'Este Haim, la bassiste du groupe.
Les critiques de musique louent no body, no crime pour sa narration cinématographique et sa production country. Le single atteint le top 20 des charts en Australie, au Canada, en Irlande et au Royaume-Uni. Aux États-Unis, le morceau culmine à la deuxième place du classement Hot Country Songs et à la trente-quatrième du Billboard Hot 100, marquant la première entrée Hot 100 de Haim. Après sa sortie sur les radios country américaine, no body, no crime atteint la cinquante-quatrième du classement Country Airplay. Lors des dates de la tournée The Eras Tour où Haim sert en tant que première partie, la chanson est incluse dans la setlist du set principal de Taylor Swift.

## Contexte et version

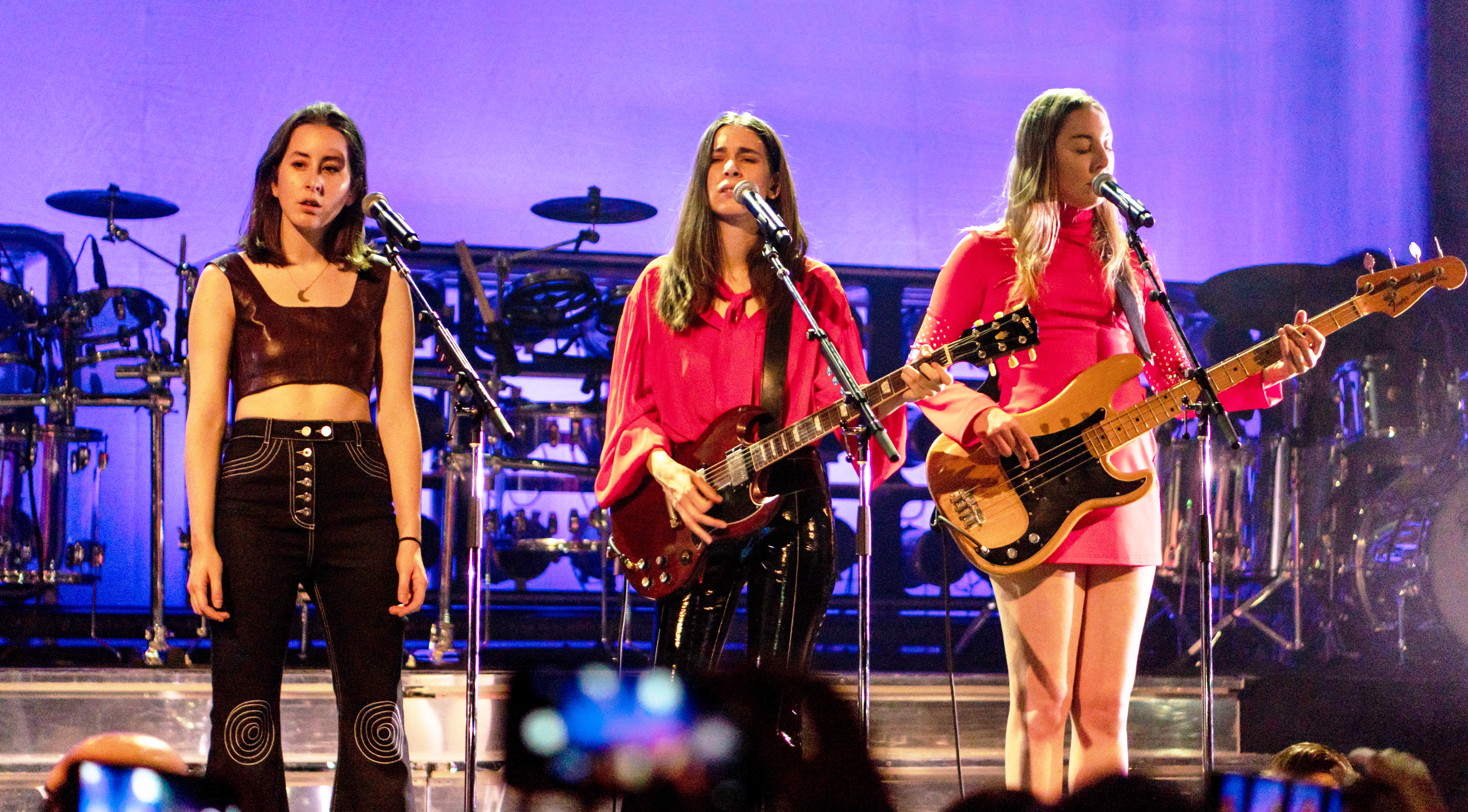
Danielle et Este Haim (au milieu et à droite, respectivement) de Haim assurent les chœurs sur "no body, no crime. Danielle Haim a également une partie vocale mineure dans la seconde moitié de la chanson.

no body, no crime marque la première collaboration entre Swift et Haim. La chanson est écrite par Swift sur une guitare à pont en caoutchouc. Elle transmet son mémo vocal de la chanson à Aaron Dessner, le producteur d'evermore, qui développe l'instrumentation de la chanson. Swift a des idées précises sur la façon dont elle veut que la chanson ressorte, y compris la voix de Haim sur la chanson. Les sœurs Haim enregistrent au home studio de l'ingénieur Ariel Rechtshaid à Los Angeles et l'envoient à Swift, qui est alors au studio Long Pond de Dessner, filmant folklore: The Long Pond Studio Sessions (2020). Les riffs d'harmonica et de guitare sur la chanson sont fournis par Josh Kaufman, qui joue également joué de l'harmonica sur betty (2020), le quatorzième morceau de folklore. J. T. Bates joue de la batterie sur no body, no crime, qui contribue également à la batterie sur dorothea, la huitième piste de evermore.
Le 10 décembre 2020, Swift révèle la liste des morceaux d'evermore, où no body, no crime est la sixième piste ; l'album sort le lendemain. MCA Nashville diffuse no body, no crime sur les stations de radio country des États-Unis dès le 11 janvier 2021. Dans une interview accordée à Entertainment Weekly, elle déclare que travailler avec Haim « était assez hilarant parce que c'est arrivé après que j'ai écrit une chanson mystérieuse sur un meurtre assez sombre et que j'ai nommé le personnage Este, parce que c'est l'amie que j'ai qui je seraie ravie d'être dans une chanson comme ça » et ajoute qu'elle « a terminé la chanson et envoyé quelques détails lyriques et a envoyé un texto à [Este Haim], 'Tu ne va pas comprendre ce texto pendant quelques jours mais… quelle est ta chaîne de restaurant préférée?' et elle en a nommé quelques uns. ». Swift révèle qu'Este Haim a choisi Olive Garden et que, quelques jours plus tard, elle a envoyé la chanson à Haim et lui a demandé si elles accepteraient de chanter dessus. La réponse a été un oui immédiat.
À partir du premier concert à Seattle le 22 juillet 2023, où Haim sert en tant que première partie, Swift inclus no body, no crime sur la set list du Eras Tour pendant le set evermore. La chanson remplace 'tis the damn season pendant ce quelques concerts.

## Composition et paroles
S'ouvrant sur des sirènes de police, no body, no crime est une chanson pétillante et cinématographique, country, pop rock et country rock, avec de l'harmonica lourd dans une tonalité en sol mineur incorporant des éléments d'Americana. Il raconte une histoire macabre d'une femme nommée Este, qui confronte son mari infidèle. Elle disparaît et la narratrice de la chanson soupçonne qu'elle a été assassinée par son mari pour favoriser sa maîtresse. Sans le corps de la victime, le mari ne peut être jugé pour homicide. L'amie d'Este prend la justice en main et tue le mari, jetant son corps dans un lac. La sœur d'Este lui procure un alibi en affirmant qu'elles étaient ensemble (she was with me, dude (« elle était avec moi, mec ») et accuse la maîtresse qui a souscrit une grosse police d'assurance-vie. Este porte le nom d'Este Haim,. La chanson fait des comparaisons avec Goodbye Earl des Chicks (2000) et Before He Cheats (2006) de Carrie Underwood, entre autres.

## Réception critique
Brodie Lancaster du Sydney Morning Herald estime que no body, no crime voit Swift et les sœurs Haim « piétiner un remake de style saloon de He Had it Comin de Chicago alors qu'elles parlent d'une femme folle qui couvre le meurtre de son mari infidèle ». Bobby Olivier de Spin pense que la chanson suit le modèle de Carrie Underwood consistant à « abattre un tricheur avec un refrain accrocheur et une pincée de… qu'est-ce que c'est ?… un meurtre ? ! ». Chris Willman de Variety trouve que la chanson est le moment « pur esprit de plaisir » de l'album, loin des thèmes ruminants des autres morceaux. Il caractérise no body, no crime comme une sombre « ballade fougueuse à double meurtre » inspirée du single Goodbye, Earl de The Chicks en 2000.
Le critique de Stereogum, Tom Breihan, définit la chanson comme un « récit de meurtre délibérément idiot » qui fonctionne comme une version de Goodbye Earl, et la décrit comme « la chose la plus country que Swift ait faite depuis des années ». Le critique de USA Today, Patrick Ryan, qualifie la chanson de morceau « brûlant » qui marque le « retour espiègle » de Swift à ses racines country. Décrivant le placement de no body, no crime dans evermore, Jason Lipshutz de Billboard déclare que la chanson est « délicieuse » apporte « espoir et légèreté » au milieu de « l'épave » émotionnelle de l'album. La critique de NME, Hannah Mylrea, note la direction sonore de la chanson et la décrit comme une « chanson de vengeance country à part entière qui se termine par le meurtre d'un mari coureur de jupons », condensant un film de David Fincher en quelques minutes.
D'un côté moins positif, Robert Christgau déclare que bien que no body, no crime soit le premier morceau auquel il a prêté attention sur evermore grâce à un crochet fort, il devient sa chanson la moins préférée après des plusieurs écoutes ; Christgau la décrit comme « une procédure policière super accrocheuse mais trop convenable ». Pour Vulture, Justin Curto complimente les chœurs de Haim pour avoir animé le « rythme statique » de evermore, mais trouve le récit plutôt ennuyeux et l'écriture de Swift pas aussi forte que sur ses chansons précédentes sur la vengeance : « C'est mieux adapté à la bande originale d'un épisode de soap opera que n'importe quel chagrin ». Nate Jones, également de Vulture, trouve le morceau « plus comme une fête costumée musicale qu'une véritable tentative d'incarner l'obscurité ».

## Performances commerciales
no body, no crime fait ses débuts et culmine à la 34e place du Billboard Hot 100 américain et à la 2e place du classement Hot Country Songs, marquant la première entrée de Haim dans ces deux classements. Après la sortie de la chanson sur la radio country américaine, elle entre dans le Billboard Country Airplay le 30 janvier 2021 et culmine à la 54e place.
Ailleurs, no body, no crime fait ses débuts dans divers classements musicaux du monde entier, culminant dans le top 30 au Canada (11), en Irlande (11), à Singapour (28), en Nouvelle-Zélande (29 ), et dans le top 100 en Slovaquie (73) et au Portugal (83). La chanson culmine également à la 19e place du UK Singles Chart et est certifiée single d'argent par la British Phonographic Industry (BPI) pour avoir vendu plus de 200 000 unités. En Australie, il atteint la 16e place du classement ARIA Singles et la deuxième place du classement TMN Country Hot 50. no body, no crime culmine également à la 16e place du Billboard Global 200.

## Impact
Gene Lee, PDG de la chaîne américaine de restaurants décontractés Olive Garden, remercie Swift pour avoir mentionné le nom de la marque et déclare : « Pensez simplement à ce qui s'est passé la semaine dernière quand Taylor Swift a sorti la chanson avec Olive Garden dedans, et comment nous avons pu capturer cela socialement et créer un buzz autour de cela. Lorsque Taylor Swift laisse tomber votre nom dans une chanson, votre marque devient très, très pertinente »,.

## Crédits et personnel
Générique adapté de Pitchfork.
- Taylor Swift - chanteuse principale, paroles, production
- Haim - artiste en collaboration
  - Danielle Haim - chanteuse secondaire
  - Este Haim - chanteuse secondaire
- Aaron Dessner - production, enregistrement, mandoline, synthétiseur, basse, guitare électrique et acoustique
- Josh Kaufman - lap-steel, guitare électrique, orgue et harmonica
- J. T. Bates - batterie
- Jonathan Low - enregistrement vocal, mixage
- Ariel Rechtshaid - enregistrement vocal
- Matt DiMona - enregistrement vocal
- Greg Calbi - mastering
- Steve Fallone - mastering

## Historique des versions
| Région     | Date            | Format        | Étiquettes) | Ref. |
| ---------- | --------------- | ------------- | ----------- | ---- |
| États-Unis | 11 janvier 2021 | Radio country |             | ,    |